# 朱厚伦
朱厚伦（1970年10月—），湖北麻城人。男，汉族。1994年7月参加工作，1992年4月加入中国共产党。湖北大学思想政治教育专业毕业，华中科技大学西方经济学专业在职博士研究生学历。中华人民共和国政治人物。

## 生平
1990年9月，在湖北大学思想政治教育专业学习。1994年7月，任中共湖北省委办公厅秘书处干部。1998年4月，任秘书处副主任科员(1997年9月至1999年7月，在中国社会科学院市场经济专业研究生班学习)。2001年3月，任秘书处主任科员。2002年1月，任办公厅正科级秘书。2003年1月，任办公厅副处级秘书。2003年4月，任湖北省纪委副处级秘书、秘书处副处长(2000年9月至2003年7月，在华中科技大学西方经济学专业博士研究生班学习)。2005年4月，任湖北省纪委、监察厅办公厅副主任(正处)。2005年12月，任湖北省总工会副主席。2009年5月，任中共神农架林区党委副书记、代理区长（7月当选区长）。2011年3月，任共青团湖北省委书记。2012年8月，任中共襄阳市委副书记、老河口市委书记。2015年7月，任湖北省地质局局长、党组书记。